# Léon Riesener
Louis Antoine Léon Riesener (Parigi, 21 gennaio 1808 – Parigi, 25 maggio 1878) è stato un pittore francese.

## Biografia

### Famiglia

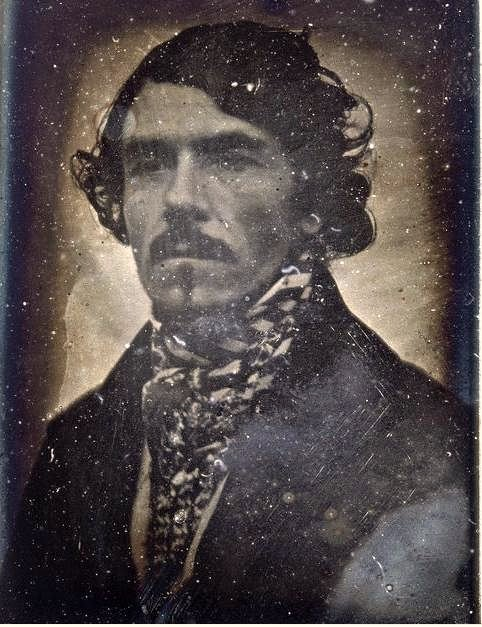
Léon Riesener, Ritratto di Eugène Delacroix, dagherrotipo, Parigi, Museo d'Orsay

Léon Riesener proveniva da una famiglia di artigiani e artisti. Il nonno paterno, d'origine tedesca, era Jean-Henri Riesener (1734-1806), ebanista ordinario della corona che godeva per questo di favori presso la corte francese. Il padre di Léon era invece Henri-François Riesener (1767-1828), ritrattista formatosi nell'atelier di Jacques-Louis David, da cui si allontanerà per partecipare alle guerre napoleoniche.
Léon Riesener era inoltre cugino di primo grado del celebre pittore Eugène Delacroix, dato che avevano in comune la nonna materna Françoise Marguerite Vandercruse. Fu tra l'altro il padre di Léon, Henri-François Riesener, ad introdurre il nipote Delacroix all'atelier di Pierre-Narcisse Guérin. Nel 1823 Léon ed Eugène dipingono assieme al Castello di Valmont e sulla Costa d'Alabastro. Da quel momento in poi, i due cugini divennero amici intimi. Così diversi nella vita e nel carattere e così indipendenti, erano preoccupati dagli stessi problemi e amavano scambiarsi idee, tanto che lo studio dell'antichità era l'argomento di molte loro conversazioni. Entrambi erano pittori coloristi e cercavano la nuova tecnica della divisione tonale. La differenza dei loro temperamenti si esprime nel loro modo di contemplare la natura: Delacroix pensava al dramma che emerge da essa, Riesener ne percepiva la sensualità. Delacroix acquistò il dipinto Angélique (1842) di Riesener e lo appese nel suo studio. Alla sua morte, Delacroix lasciò in eredità la casa di campagna di Champrosay a Léon Riesener.

### Formazione e inizi (1831-1839)
Ancora adolescente, Léon Riesener prese le prime lezioni di disegno da suo padre. Non appena lasciò la scuola, il padre lo inserì nello studio di Antoine-Jean Gros. Fu al ritorno del padre, nel 1822, che conobbe suo cugino Eugène Delacroix, più anziano di lui di dieci anni.
Dal 1830 al 1839, iniziò ad esporre opere importanti al Salon, come una Baccante, per la quale ricevette una medaglia di terza classe nel 1836. I soggetti naturalistici, ispirati dai suoi soggiorni a Frépillon, lo attraggono: un piccolo pastore, un orfanello, una contadina che torna dalla messa, una zingara, ecc.
Nel 1839 Léon Riesener ricevette la sua prima commissione governativa dal Ministero degli Interni: una copia del Cristo alla Colonna di Tiziano.
L'8 ottobre 1839, a Parigi, sposò Laure Peytouraud (1822-1900), membro della borghesia parigina. Ebbero tre figlie: Thérèse (1840-1932), Rosalie (1843-1913) e Louise (1860-1944). Nel 1846 acquistò un terreno in rue Bayard a Parigi, dove costruì la sua casa e il suo studio. La sua famiglia e la sua pittura lo tennero lontano dalle luci della ribalta politica.

### Il periodo della maturità (1839-1857)
Dal 1839 al 1848 ricevette commissioni per importanti dipinti murali: la decorazione di cinque soffitti per la biblioteca della Chambre des Pairs (1840-1842), che rappresentano la Filosofia, la Poesia, il Vangelo, la Legge e la Storia, e la decorazione della cappella dell'ospizio di Charenton (1843-1849).
Contemporaneamente a questi affreschi, ricevette commissioni dal Ministero degli Interni, tra i quali si segnalano un Gesù tra i dottori (1847-1855), La nascita della Vergine (1843-1844) e La morte dei figli di Niobe (1850-1856). Continuò ad esporre quadri al Salon, tra cui Leda (1841), Clizia (1842), Maddalena (1849).
Poiché le commissioni divennero più scarse dopo il 1849, dipinse una serie di ritratti, molti dei quali apparvero al Salon del 1850. In particolare, espose i ritratti del suo amico Théophile Gautier e della sua compagna, la ballerina Ernesta Grisi.

### Ultimi anni e posterità (1857-1878)
Nel 1857, spinto dal bisogno di nuove impressioni e di solitudine, Riesener acquistò un mulino a Beuzeval, un comune che in seguito sarebbe diventato parte di Houlgate. Lì, lo spettacolo della natura, che lo aveva sempre incantato, gli fece dimenticare i problemi di Parigi e le ingiustizie della giuria. Fu qui che Riesener approfondì la sua ricerca sul colore. I suoi soggiorni a Beuzeval ispirarono una serie di effetti solari, paesaggi marini, vicoli sommersi e paesaggi nel cuore della natura. La compagnia di numerosi artisti trasformò il mulino di Riesener in un cenacolo artistico. Esplorò la costa frastagliata con i suoi amici Constant Troyon e Paul Huet, oltre a discorrere di arte e letteratura con Jouvet, Delisle e Jules Paton.
La dimora di Beuzeval fu data in affitto per due estati consecutive alla famiglia Morisot. Tra i Morisot e la famiglia Riesener si sviluppò una relazione molto stretta. Berthe Morisot, amica di Rosalie Riesener, cercava le opinioni illuminate del pittore, ascoltava i suoi consigli e copiava circa 135 pagine dei suoi scritti.
Dal 1860 in poi, inviò successivamente una Bagnante, le Muse e un Giove e Giunone al Salon.
Nel 1871, dopo aver ricevuto un incarico dallo Stato, Léon Riesener partì per Anversa e, da lì, per l'Olanda, dove ammirò le opere di Rubens e Rembrandt. Tornò a Parigi il 1º luglio 1872. Entusiasta di questo viaggio, decise di realizzare uno dei suoi più cari desideri: il 12 maggio 1875, partì per l'Italia. Visitò Milano, Como, Parma, Roma, Torino e Napoli. Salì sul Vesuvio con un tempo burrascoso e si ammalò, il che mise fine al suo viaggio.
Léon Riesener morì a Parigi il 25 maggio 1878, due anni dopo il suo ritorno dall'Italia. Venne sepolto al Cimitero di Père-Lachaise.
Alla morte di Léon Riesener gli Impressionisti resero un doveroso omaggio a questo precursore della loro arte. Sulla prima pagina de La Vie moderne (17 aprile 1879), Auguste Renoir disegnò un ritratto dell'anziano artista "trasportato in un turbine di baccanti e fiori nudi", evocativi della sua arte.
Henri Fantin-Latour si dedicò alla sua memoria, classificando i suoi dipinti e disegni e organizzando due mostre, tra cui una alla Galerie Georges Petit.
Per quanto riguarda Duranty, dopo aver evocato "questo ardente compagno di tutti i ricercatori e gli innovatori" e "il precursore di coloro che sono venuti dopo", ha espresso la convinzione che "nella storia della pittura di questo secolo, il suo nome rimarrà iscritto con i colori belli, delicati e forti della sua tavolozza".

## Opera
Le opere di Léon Riesener sono estremamente varie. Era appassionato della sua ricerca personale sul colore e le sue tecniche preferite erano la pittura a olio e i pastelli.
Alcune delle prime opere di Léon Riesener sono scomparse, anche se la più importante collezione pubblica di opere dell'artista si trova nel Castello di Saint-Germain-de-Livet, di proprietà del Comune di Lisieux e lasciato in eredità dal nipote di Léon Riesener, Julien Pillaut.
A Parigi, il Museo del Louvre e il Museo Delacroix conservano anche un gran numero di disegni e pastelli dell'artista.

### Estetica
Incantato dai giochi di luce e dai riflessi che trasformavano la materia, Léon Riesener inaugurò una nuova estetica che lo rese uno dei precursori dell'Impressionismo. Appassionato colorista, ricercò ogni sfumatura di colore. Studiò le tecniche dell'antica Grecia e del Rinascimento, di Tiziano, Veronese e Correggio. Spinto dalla ricerca del colore, si rivolse a Rubens, che per lui era lo "Shakespeare della pittura".
Riesener fu uno studente precoce della divisione tonale, molto prima che il fisico Chevreul ne gettasse le basi scientifiche: "Quando lo lessi vent'anni fa [...] nulla di ciò che trovai mi era nuovo". Il suo gusto per il tatto lo ha portato a cercare l'espressione più perfetta della materia, e in particolare quella della pelle, trae la poesia dei suoi dipinti dal gioco delle ombre. Ammira inoltre appassionatamente la natura, la vita e tutta la bellezza che produce, oltre a ricercare i soggetti nella vita di campagna. Riesener amava poi dipingere la realtà e voleva esprimere "il calore del giorno, la malinconia della sera, i prati e i fiori nel loro stato naturale". Il suo studio degli elementi lo portò a dipingere un'intera serie di cieli che variavano a seconda della luce, dell'ora e del tempo. In termini di ispirazione, stile e importanza, questi soggetti erano nuovi per l'epoca. In anticipo sui tempi, aveva tutti i critici delle giurie e dell'Istituto contro di lui, e ha opposto una lotta molto dura.
Utilizzando colori puri, ha eliminato i neri e i bianchi che erano stati usati in precedenza per creare luci e ombre. La sua scienza materiale come colorista è l'opposizione che nasce dai contrasti delle tinte giustapposte. Non disegnava i volti in base ai contorni, ma in base alle ombre e alla modellazione.

### Opere nelle collezioni pubbliche
- Auxerre, museo di Saint-Germain: La morte dei figli di Niobé, 1855.
- Charenton, cappella dell'ospedale Esquirol: La Vergine al trono porta il Bambino Gesù sulle sue ginocchia, 1843-1849.
- Clermont-Ferrand, Museo d'Arte Roger-Quilliot: Ritratto di Prosper Marilhat, 1840.
- La Rochelle, museo delle Belle Arti: Bacchus e Ariane, 1875.
- Lione, Museo delle Belle Arti: La Toilette di Venere, 1838.
- Lisieux, museo di arte e storia:
  - Ritratto di sua figlia Rosalie, 1848.
  - Presunto ritratto della duchessa d'Alba, circa 1858;
  - Sottoforestale con le mucche, 1863;
  - Ritratto di una ragazza, 1877.

- Parigi:

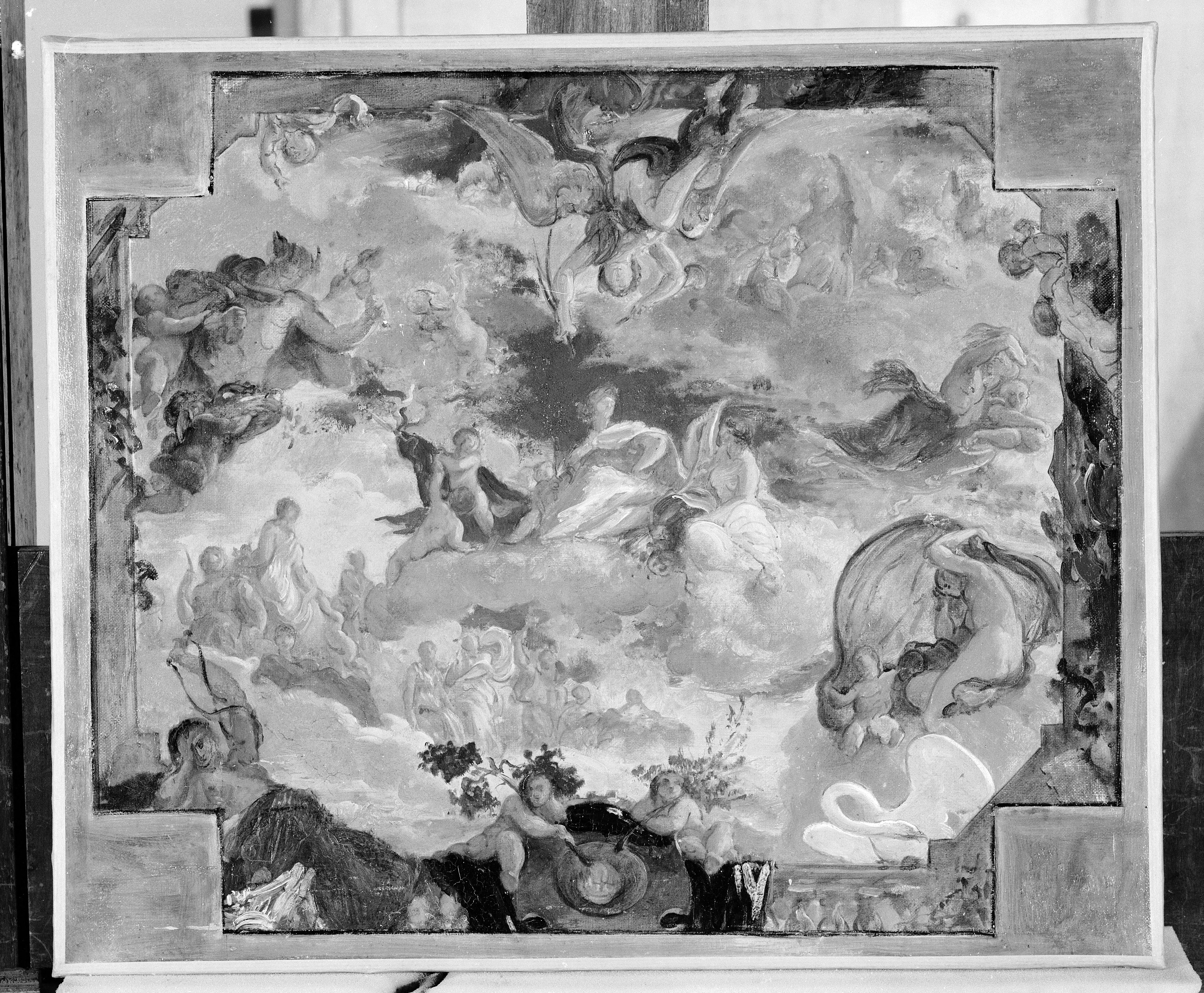
Schizzo per la sala dei preposti dell'Hôtel de Ville di Parigi, Allegoria del 2 dicembre 1852 (1852 circa), Parigi, Petit Palais.

  - Chiesa di Sant'Eustachio, cappella della Compassione: La presentazione al Tempio; Il riposo in Egitto; La salita al calvario; La crocifissione, tra il 1854 e il 1857.
  - Hôtel de Ville, soffitto salone dei preposti: La città di Parigi che si riposa dopo le convulsioni dell'anarchia, 1852, opera distrutta durante l'incendio del 1871.
  - Casa di Balzac: Ritratto di Théophile Gautier, 1850, pastello.
  - Museo del Louvre:
    - Angelica, 1842.
    - Baccante, 1855.

  - Museo nazionale Eugène-Delacroix:
    - Ritratto di Leon Riesener, 1849, pastello;
    - Ritratto di Louis-Auguste Bornot con suo figlio Camille, 1850, pastello.[6]

  - Palazzo del Lussemburgo, tetto della biblioteca: La Filosofia; La Poesia; Il Vangelo; La Legge; La Storia; L'Industria e Il Genio militare, tra il 1840 e il 1852.
  - Petit Palais:
    - Schizzo per la sala dei preposti dell'Hôtel de Ville di Parigi, Allegoria del 2 dicembre 1852, circa 1852;
    - Ritratto di Mademoiselle Ehrler, 1861.
- Rouen, Museo delle Belle Arti:
  - Ritratto di His di Butenval, 1834;
  - Leda, 1840;
- Saint-Germain-de-Livet, castello di Saint-Germain-de-Livet:
  - Il Pastorello, 1828-1830;
  - Gigli sul fondo del bosco, 1838.